# Thalictrum vesiculosum
Thalictrum vesiculosum là một loài thực vật có hoa trong họ Mao lương. Loài này được Lecoy. miêu tả khoa học đầu tiên năm 1885.